# Fauquembergues
Fauquembergues település Franciaországban, Pas-de-Calais megyében. Lakosainak száma 942 fő (2022. január 1.). Fauquembergues Saint-Martin-d’Hardinghem, Renty, Thiembronne és Audincthun községekkel határos.

## Népesség
A település népességének változása:
| Lakosok száma | 999  | 991  | 1005 | 984  | 972  | 961  | 949  | 941  | 942  |
|               | 2013 | 2015 | 2016 | 2017 | 2018 | 2019 | 2020 | 2021 | 2022 |